# Humberto Horacio Ballesteros
Humberto Horacio Ballesteros (* 8. Mai 1944, Buenos Aires, Argentinien; † 24. Juni 2024 Lima, Peru) war ein argentinischer Fußballtorhüter mit peruanischer Staatsbürgerschaft. Er war ein herausragender Torwart des peruanischen Klubs Universitario de Deportes.

## Leben
Ballesteros wurde am 8. Mai 1944 in Argentinien geboren. Er absolvierte eine Torwartausbildung an der Escuela de Fútbol Sacachispas in Buenos Aires. Dort arbeitete er mit Alberto Polleti zusammen, der später mit Estudiantes de La Plata Meister wurde. Er war mit María Inés Di Seri verheiratet, lebte seit 1971 in Peru und hatte drei Kinder. Nachdem er den Fußball verlassen hatte, wurde er zum Manager der VAL-Gesellschaft, einem Organisator von Veranstaltungen. Er besaß einen Pizzaladen im Bezirk Santiago de Surco, außerdem arbeitete er als Sporttrainer für das Sicherheitspersonal dieses Bezirks.
Er starb am 24. Juni 2024 im Alter von 80 Jahren in Lima.

## Karriere
Er spielte auf der Torwartposition in Argentinien, Peru und Kolumbien. Er begann bei Sacachispas FC und wechselte dann zum Club Atlético River Plate, wo er 1966 sein Debüt in der Spitzenmannschaft gab, und wechselte dann zum CA Lanús in seinem Heimatland. 1971 wurde er bei Lanús entlassen, wo er mit Osvaldo Piazza spielte, und ein Geschäftsmann bot ihm an, nach Peru zu gehen, wo er für die Universitario de Deportes spielte und in den siebziger Jahren zu einem wichtigen und von den Fans sehr geliebten Spieler wurde und neben den Spitzenspielern wie Héctor Chumpitaz und dem Uruguayer Rubén Techera spielte. In den 1970er Jahren hielt er den Rekord von 751 Minuten ohne Gegentor.
Mit Universitario de Deportes wurde er Meister und nahm am Finale der Copa Libertadores 1972 teil. Die Mannschaft errang den zweiten Platz. Er wurde peruanischer Staatsbürger, konnte aber in den Spielen gegen Chile in der WM-Qualifikation 1974 nicht mitspielen. Er verbrachte drei Monate in der Nationalmannschaft; doch am Ende konnte er nicht spielen, weil die nationalistische Militärdiktatur (Gobierno Revolucionario de la Fuerza Armada) von Juan Velasco Alvarado dagegen war, eingebürgerte Spieler in der Nationalmannschaft zu berücksichtigen. 1974 wanderte er nach Kolumbien aus, um für Millonarios FC zu spielen. Später spielte er für Atlético Chalaco, Sport Boys und Deportivo Municipal. 1980 zog er sich aus dem aktiven Sport zurück.
Er war Torwarttrainer für die Merengue-Mannschaft (Universitario de Deportes), Assistent von Juan Carlos Oblitas, Sergio Markarián und Osvaldo Piazza und arbeitete in den letzten sechs Jahren im Jugendbereich, bis Juan Carlos Nolli übernahm. Er betreute César Chávez-Riva, Carlos Marrou, Óscar Ibáñez, Juan Flores, Francisco Bazán und Rafael Quesada. Er trainierte Marrou und Quesada bei Ciclista Lima, bevor sie zu Sporting Cristal und Alianza Lima wechselten. 2007 leitete er die Fußballmannschaft der Condestable-Mine in Cañete. Die vom Club Universitario de Deportes organisierte Copa Crema Minor 2009 wurde nach ihm benannt.

## Erfolge
Universitario de Deportes
- Campeonato Descentralizado 1971
- Campeonato Descentralizado 1974